# Mil Mi-10
Pour les articles homonymes, voir Mi-10.
Le Mil Mi-10 (Code OTAN : Harke-A) était un hélicoptère russe réalisé par le bureau d'études (OKB) Mil spécialement conçu pour le transport de charges externes. Il ne possédait pas de cabine passagers au sens commun du terme mais un habitacle très haut perché sur un train d’atterrissage formé de quatre jambes entre lesquelles pouvait prendre place un conteneur.

## Conception
Son étude avait été lancée en février 1958. La conception du Mi-10 reposait sur le Mil Mi-6. Le premier appareil effectua son premier vol au cours de l'année 1960 et il fut dévoilé au public en 1961 lors du salon du Tushino. Mil réutilisa les deux moteurs Soloviev D-25V de 5 500 ch, la boîte de transmission R-7 et les rotors. Le fuselage par contre était entièrement nouveau. Il pouvait emporter des charges encombrantes telles que des conteneurs, des bus et des avions sur une plate-forme montée entre ses jambes. La garde au sol était de 3,75 m et l’écartement mesurait 6 m.
Un conteneur spécial pouvait emporter jusqu’à 120 personnes. Le fuselage possédait en outre des strapontins pour 28 passagers comme des ouvriers chargés d’accompagner la charge pour assurer sa manutention. 
L’emport maxi fut déterminé à l’aide d’une version expérimentale désignée Mi-10R. Celle-ci était équipée du train d’atterrissage à trois jambes du Mi-6. Ceci permit d’augmenter la charge utile et le 23 septembre 1961, le pilote d’essai G. Alferov battit les records suivants :  
- Altitude avec 15 tonnes de charge utile : 2 326 m.
- Charge utile maxi à 2 000 m : 15 103 kg.

Une autre version à train raccourci était appelée Mi-10K (korotkonogui = « court sur pattes », code OTAN Harke-B). Ceci permettait d'augmenter la charge utile normale de 8  à   11 tonnes. Le chef de soute était installé dans un habitacle spécial sous la pointe avant du fuselage ce qui assurait une précision de manutention exceptionnelle. Cette version fut montrée en public pour la première fois à Moscou le 26 mars 1966. Des versions ultérieures du Mi-10K furent équipées de moteurs D-25VF plus puissants (6500 ch / 4 800 kW) et ceci permit de relever la charge utile décollable à 14 t.
Une version de guerre électronique désignée Mi-10PP fut développée pour l’Armée rouge. Elle emportait un module externe contenant des brouilleurs. Ceux-ci n’étaient apparemment mis en œuvre qu’au sol.
De 1964 à 1969, l’usine de Rostov-sur-le-Don produisit un total de 63 Mi-10 Ils furent essentiellement utilisés par de grands chantiers dans les régions reculées d’Union soviétique. De temps à autre, ces hélicoptères furent mis en œuvre à l’étranger, en particulier en Allemagne de l’Est. Trois exemplaires furent exportés en Irak.